# Erykah Badu
Erykah Badu, geboren als Erica Abi Wright (Dallas, 26 februari 1971), is een Amerikaanse neo-soul-, R&B- en hiphopzangeres.
Ze heeft inmiddels vijf studioalbums en één livealbum uitgebracht. Haar eerste album, Funky Cousins, bracht ze samen met haar neef uit onder het pseudoniem Erykah Free. Ze brak door met haar tweede plaat en eerste soloalbum: Baduizm.

## Biografie
Wrights vader verliet zijn gezin toen ze nog jong was. Erykah groeide op in een eenoudergezin samen met haar broer en zuster. Haar grootmoeder nam een deel van haar opvoeding voor haar rekening terwijl Wrights moeder brood op de plank bracht als actrice in verscheidene theaterproducties. Ze nam haar soms ook mee naar het Dallas Theatre Centre, waar Wright reeds als vierjarige in contact kwam met de showbizzwereld.
Wright besloot al vroeg dat ze haar naam wilde veranderen; net zoals de andere Afro-Amerikanen had ze een achternaam die haar voorouders als slaven hadden gekregen. Haar voornaam veranderde ze enkel in spelling; de 'kah' in Erykah zou staan voor haar innerlijke zelf en haar aangenomen achternaam Badu betekent in het Arabisch manifestatie van de waarheid en licht.
Wright studeerde toneel aan de Black College Grambling State University, maar stopte met die opleidingen in 1993 om zich volledig op muziek te richten.

### Erykah Free
Al op haar veertiende levensjaar werd haar talent opgemerkt, toen ze mocht freestylen bij een lokaal radiostation.
Na haar universitaire opleiding begon ze kinderen te onderwijzen in dansen en zingen. Toen maakte ze ook een hiphopalbum samen met haar neef Robert "Free" Bradford: Funky Cousins onder de naam Erykah Free.
Het jaar daarop ontmoette ze Tim Grace, die haar na het horen van een demo onmiddellijk een contract aanbood. Zo verzorgde het duo 'Erykah Free' het voorprogramma van de rapgroep A Tribe Called Quest en andere hiphopbands.
De demo van Erykah Free viel in handen van Kedar Massenburg, de man die ook met D'Angelo (een van de grondleggers van neo-soul) werkte tijdens de eerste fases van zíjn muzikale carrière. Hij vroeg Erykah Free als achtergrondzangers tijdens een van D'Angelo's optredens. Hij was echter zo onder de indruk van Wrights zangkwaliteiten dat hij haar een contract aanbood bij zijn label Kedar Entertainment. Dit contract gold alleen voor Wright en niet voor haar neef; het duo Erykah Free kwam ten einde.

### Erykah Badu
Haar muziek wordt ingedeeld bij het relatief nieuwe neo-soulgenre, en bevat invloeden van roots reggae, rhythm-and-blues, hiphop, soul en jazz. Bij haar muziek ligt de nadruk vaak op haar teksten, die dikwijls zeer persoonlijk getint zijn, met eigen overtuigingen, ervaringen en liefdes.
Haar grootste hit behaalde Wright samen met de band The Roots, You Got Me, maar ook eigen singles als Tyrone, On & On, Next Lifetime en Clevah deden het goed.
Wright is lid van neo-soul- en hiphopformatie Soulquarians, als enige vrouw met onder meer D'Angelo, Common en J Dilla. Haar album Mama's Gun werd door Soulquarians geproduceerd. Ook Vikter Duplaix heeft een track (Green Eyes) geproduceerd.
Ze heeft duetten opgenomen met onder meer The Roots, Macy Gray, Angie Stone, Will.i.am van The Black Eyed Peas, D'Angelo en Marie Daulne van Zap Mama.

## Persoonlijk
Wright heeft een zoon met de zanger André Benjamin, ook bekend als André 3000, die vooral bekend is van de band OutKast. Zij heeft eveneens een dochter met de rapper The D.O.C. en een tweede dochter met rapper Jay Electronica.

## Discografie
De vetgedrukte titels zijn uitgebracht als single.
| Nr. | Baduizm (1997)        | Live (1997)           | Mama's Gun (2000)  | Worldwide Underground (2003) | New Amerykah Part One (2008)     | New Amerykah Part Two (2010) |
| --- | --------------------- | --------------------- | ------------------ | ---------------------------- | -------------------------------- | ---------------------------- |
| 1   | 4 Leaf Clover         | Rimshot (intro)       | …& On              | World Keeps Turnin' (intro)  | Amerykahn Promise                | 20 feet tall                 |
| 2   | Afro (Freestyle Skit) | Otherside Of The Game | A.D. 2000          | Bump It                      | The Healer (Hip Hop)             | Window Seat                  |
| 3   | Appletree             | On and On             | Bag Lady           | Back in the Day (Puff)       | Me                               | Agitation                    |
| 4   | Certainly             | Appletree             | Booty              | I Want You                   | My People                        | Turn Me Away (Get MuNNY)     |
| 5   | Drama                 | Certainly             | Cleva              | Woo                          | Soldier                          | Gone Baby, don't Be Long     |
| 6   | Next Lifetime         | Tyrone                | Didn’t Ya Know     | The Grind                    | The Cell                         | Umm Hmm                      |
| 7   | No Love               | Next Lifetime         | Green Eyes         | Danger                       | Twinkle                          | Love                         |
| 8   | On and On             |                       | In Love With You   | Think Twice                  | Master Teacher                   | You Loving Me (Session)      |
| 9   | Otherside of the Game |                       | Kiss Me On My Neck | Love of My Life              | That Hump                        | Fall In Love (Your Funeral)  |
| 10  | Rimshot (intro)       |                       | My Life            | World Keeps Turnin' (Outro)  | Telephone                        | Incense                      |
| 11  | Rimshot (outro)       |                       | Orange Moon        |                              | Honey                            | Out Of My Mind, Just In Time |
| 12  | Sometimes             |                       | Penitentiary Blues |                              | Real Thang (Extended)            |                              |
| 13  |                       |                       | Time's a Wastin    |                              | Real Thang (Green Lantern Remix) |                              |

## Hitlijsten

### Albums
| Album met eventuele hitnotering(en) in de Nederlandse Album Top 100 | Datum van verschijnen | Datum van binnenkomst | Hoogste positie | Aantal weken | Opmerkingen |
| ------------------------------------------------------------------- | --------------------- | --------------------- | --------------- | ------------ | ----------- |
| Baduizm                                                             | 1997                  | 29-03-1997            | 34              | 30           |             |
| Live                                                                | 1997                  | 06-12-1997            | 6               | 48           | Livealbum   |
| Mama's gun                                                          | 2000                  | 02-12-2000            | 7               | 34           |             |
| Worldwide underground                                               | 2003                  | 27-09-2003            | 42              | 7            |             |
| New amerykah part one (4th world war)                               | 2008                  | 08-03-2008            | 25              | 7            |             |
| New amerykah part two (Return of the ankh)                          | 26-03-2010            | 03-04-2010            | 66              | 5            |             |

| Album met hitnotering(en) in de Vlaamse Ultratop 200 albums | Datum van verschijnen | Datum van binnenkomst | Hoogste positie | Aantal weken | Opmerkingen |
| ----------------------------------------------------------- | --------------------- | --------------------- | --------------- | ------------ | ----------- |
| New amerykah part one (4th world war)                       | 2008                  | 08-03-2008            | 32              | 4            |             |
| New amerykah part two (Return of the ankh)                  | 2010                  | 10-04-2010            | 53              | 6            |             |

### Singles
| Single met eventuele hitnotering(en) in de Nederlandse Top 40 | Datum van verschijnen | Datum van binnenkomst | Hoogste positie | Aantal weken | Opmerkingen                                 |
| ------------------------------------------------------------- | --------------------- | --------------------- | --------------- | ------------ | ------------------------------------------- |
| Next lifetime                                                 | 1997                  | -                     |                 |              | nr. 100 in de Single Top 100                |
| Tyrone                                                        | 1998                  | 21-02-1998            | 20              | 7            | nr. 19 in de Single Top 100                 |
| You got me                                                    | 1999                  | 06-03-1999            | tip3            | -            | met The Roots / nr. 46 in de Single Top 100 |
| Bag lady                                                      | 2000                  | -                     |                 |              | nr. 93 in de Single Top 100                 |
| Sweet baby                                                    | 2001                  | 29-09-2001            | 40              | 2            | met Macy Gray / nr. 80 in de Single Top 100 |
| Didn't cha know                                               | 2001                  | -                     |                 |              | nr. 99 in de Single Top 100                 |

| Single met hitnotering(en) in de Vlaamse Ultratop 50 | Datum van verschijnen | Datum van binnenkomst | Hoogste positie | Aantal weken | Opmerkingen   |
| ---------------------------------------------------- | --------------------- | --------------------- | --------------- | ------------ | ------------- |
| Sweet baby                                           | 2001                  | 15-09-2001            | tip16           | -            | met Macy Gray |

## Filmografie
Wright speelde rollen in de speelfilms Blues Brothers 2000, The Cider House Rules, House of D, Before the Music Dies,Dave Chappelle's Block Party en What men want.

## Trivia
- Haar ongebruikelijke achternaam is vaak aanleiding tot grappen, zoals in de komedie Will & Grace.
- Op haar laatste album gebruikt Wright een sample van een liedje van de Nederlandse band Solution in haar liedje 'Soldier'.

- Bibsys: 5045642
- Bibliothèque nationale de France: cb14000414h (data)
- Gemeinsame Normdatei: 128538732
- International Standard Name Identifier: 0000 0003 6848 2280
- Library of Congress Control Number: no97038149
- MusicBrainz: 321531fc-db73-4ffa-a959-61a61a2908c1
- Nationale Bibliotheek van Tsjechië: xx0076875
- Nationale Bibliotheek van Israël: 987007421612205171
- Réseau des bibliothèques de Suisse occidentale: 02-A013864727
- SNAC: w6mk7d54
- Système universitaire de documentation: 087930641
- Virtual International Authority File: 2667282
- WorldCat: E39PBJmXJM78kVMgWx7YPMVDMP